# شهراب (تفرش)
شهراب ، روستایی از توابع بخش مرکزی شهرستان تفرش در استان مرکزی ایران است.

## جمعیت
مردم این روستا اکثراً مقیم تهران می‌باشند و برای تعطیلات آخر هفته، نوروز و تابستان به شهراب سفر می‌کنند. این روستا در دهستان کوه پناه قرار دارد و براساس سرشماری مرکز آمار ایران در سال ۱۳۸۵، جمعیت ساکنین دائم ۴۷۱ نفر (۱۷۷خانوار) بوده است.

## وضعیت جغرافیایی
شهراب در حدود ۲۰کیلومتری شمال فرمهین و ۱۵کیلومتری جنوب تفرش و ۱۵ کیلومتری غرب آشتیان قرار دارد. شهراب با مساحت حدود صد کیلومتر مربع در عرض ۳۴ درجه و ۳۵ دقیقه جغرافیایی و ۴۹ درجه ۵۵ دقیقه طول شرقی قرار دارد.
شهراب مرکز دهستان کوه پناه از توابع بخش مرکزی شهرستان تفرش است و در حد فاصل شهرهای تفرش (شمال)، آشتیان (شرق) و فرمهین (جنوب) قرار دارد.
روستای شهراب دارای ۳ محلهٔ بالادِه، میان دِه (قلعه)، پایین دِه (یاندی) می‌باشد.
در زمان کریم خان زند گروهی از درباریان شیراز به خاطر بی‌توجهی کریم خان زند به آن‌ها از شیراز به روستای شهراب نقل مکان کردند و در محله پایین دِه (یاندی) سکونت گزیدند. به عبارتی مردم محلهٔ پایین دِه، اصالتاً شیرازی(پارسی)هستند. و بومی روستای شهراب نیستند و تنها مردم محله‌های بالا دِه و میان دِه (قلعه) بومی روستای شهراب هستند.
شهراب دارای مزارع انگور زیادی در اطراف خود می‌باشد که در حاشیه رودخانه‌های فصلی ایجاد گردیده‌اند. گردو و بادام و گندم از دیگر محصولات کشاورزی این روستا می‌باشد.
شهراب دارای امام زاده و سه مسجد است که هر مسجد در یک محله آن قرار دارد.
سد خاکی مرحوم ارجمند در نزدیکی شهراب (بالادست) ساخته شده و به یاد مرحوم ارجمند که از خیرین شهراب بودند و در ساخت سد، مرکز بهداشت، و سایر امور شهراب زحمات زیادی را متقبل شدند به نام ایشان نام گذاری شده است.
شهراب دارای خانواده‌های گسترده‌ای است که از جمله می‌توان از خالقی، نوروزی، ایمانی نام برد اما اکثر منتسیبن به این روستا فامیل شهرابی فراهانی دارند.
شهراب دارای تحصیلکردگان عالی‌رتبه فراوانی است که در مشاغلی چون پزشکی و دندانپزشکی، هوافضا، قضاوت، مدیت‌های ارشد و … مشغول فعالیتند.
شهراب تجار و بازرگانان و کسبه بسیار موفقی در بازار تهران و خصوصاً در صنوف لوازم خانگی دارد.
طلا و جواهرسازان، فعالان عرصه پوشاک بنام شهرابی در شهر تهران معروفند.